# Michelle Ulbrich
Michelle Ulbrich (Bremen, 3 november 1996) is een voetbalspeelster uit Duitsland. Ze speelt als verdediger voor SV Werder Bremen in de Bundesliga. In het seizoen 2024/25 wordt ze uitgeleend aan competitiegenoot FC Bayern München.

## Clubcarrière
Michelle Ulbrich begon met voetballen in de Bremense wijk Neustadt voor de plaatselijke voetbalclub BTS Neustadt. Voor het seizoen 2012/22 maakte Ulbrich de overstap naar de jeugdopleiding van SV Werder Bremen. Hier speelde ze haar wedstrijden in eerste instantie voor de B-junioren. Op 2 december 2012 maakte Ulbrich haar debuut voor het eerste elftal van SV Werder Bremen in een 7-2 overwinning op Holstein Kiel. Ulbrich wist met haar club driemaal te promoveren naar de Bundesliga. In deze competitie maakte Ulbrich haar debuut op 30 augustus 2015 in een 6-2 thuisoverwinning op 1. FC Köln. In de tweede wedstrijd tegen 1. FC Köln maakte Ulbrich haar eerste doelpunt op het hoogste niveau van Duitsland. Ulbrich heeft al meer dan 200 wedstrijden gespeeld voor SV Werder Bremen in alle competities.
Op 20 december 2024 tekende Ulbrich een huurovereenkomst van een half jaar bij competitiegenoot FC Bayern München.

## Statistieken
| Seizoen | Club              | Competitie     | Competitie | Competitie | Beker | Beker | Overig | Overig | Totaal | Totaal |
| Seizoen | Club              | Competitie     | Wed.       | Dlp.       | Wed.  | Dlp.  | Wed.   | Dlp.   | Wed.   | Dlp.   |
| ------- | ----------------- | -------------- | ---------- | ---------- | ----- | ----- | ------ | ------ | ------ | ------ |
| 2012/13 | SV Werder Bremen  | 2de Bundesliga | 3          | 0          | 0     | 0     | 0      | 0      | 3      | 0      |
| 2013/14 | SV Werder Bremen  | 2de Bundesliga | 22         | 1          | 3     | 0     | 0      | 0      | 25     | 1      |
| 2014/15 | SV Werder Bremen  | 2de Bundesliga | 22         | 2          | 1     | 0     | 0      | 0      | 23     | 2      |
| 2015/16 | SV Werder Bremen  | Bundesliga     | 22         | 1          | 3     | 2     | 0      | 0      | 25     | 4      |
| 2016/17 | SV Werder Bremen  | 2de Bundesliga | 22         | 1          | 3     | 0     | 0      | 0      | 25     | 1      |
| 2017/18 | SV Werder Bremen  | Bundesliga     | 17         | 0          | 2     | 0     | 0      | 0      | 19     | 0      |
| 2018/19 | SV Werder Bremen  | Bundesliga     | 14         | 1          | 1     | 0     | 0      | 0      | 15     | 1      |
| 2019/20 | SV Werder Bremen  | 2de Bundesliga | 15         | 1          | 2     | 0     | 0      | 0      | 17     | 1      |
| 2020/21 | SV Werder Bremen  | Bundesliga     | 22         | 1          | 3     | 0     | 0      | 0      | 22     | 1      |
| 2021/22 | SV Werder Bremen  | Bundesliga     | 20         | 4          | 1     | 0     | 0      | 0      | 21     | 4      |
| 2022/23 | SV Werder Bremen  | Bundesliga     | 22         | 0          | 2     | 1     | 0      | 0      | 24     | 1      |
| 2023/24 | SV Werder Bremen  | Bundesliga     | 22         | 4          | 2     | 0     | 0      | 0      | 24     | 4      |
| 2024/25 | SV Werder Bremen  | Bundesliga     | 12         | 2          | 2     | 0     | 0      | 0      | 14     | 2      |
| 2014/15 | FC Bayern München | Bundesliga     | 0          | 0          | 0     | 0     | 0      | 0      | 3      | 0      |
| Totaal  | Totaal            | Totaal         | 235        | 18         | 25    | 3     | 0      | 0      | 260    | 21     |

Bijgewerkt t/m 20 december 2024.